# Liste der Baudenkmäler in Heusweiler
In der Liste der Baudenkmäler in Heusweiler sind alle Baudenkmäler der saarländischen Gemeinde Heusweiler nach ihren Ortsteilen aufgelistet. Grundlage ist die Veröffentlichung der Landesdenkmalliste im Amtsblatt des Saarlandes vom 22. Dezember 2004 und die Teildenkmalliste des Regionalverbands Saarbrücken der Denkmalliste des Saarlandes in der Fassung vom 9. August 2017.

## Eiweiler
| Lage                   | Bezeichnung                  | Beschreibung | Bild |
| ---------------------- | ---------------------------- | --- | ---- |
| Oben am Adelsborn Lage | Kreuzwegstationen, um 1890   | |      |
| An der Mühle 2 Lage    | Eiweiler Mühle (Engel-Mühle) | Die Mühle in Eiweiler existiert schon mindestens seit 1597 als wasserangetriebene Mahlmühle. Sie wurde vermutlich 1661 von Johann Engel umgebaut. 1771 wurde die Mühle von einem Hochwasser zerstört, aber schon 1776 neu aufgebaut. Das heute noch vorhandene steinerne Mühlengebäude stammt aus dem Jahr 1821. Die Mühle wurde im 19. Jahrhundert auf Dampf- und später auf einen Gasmotorenantrieb umgestellt und zuletzt elektrisch angetrieben. 1951 wurde sie stillgesetzt. Das Mahlwerk ist komplett erhalten. |      |
| Großwaldstraße Lage    | Eiweiler Viadukt             | Die Eisenbahnbrücke wurde 1911 als Teil der Bahnstrecke Lebach–Völklingen und überbrückt den Köllerbach. Das ursprüngliche Viadukt war aus Sandstein und besaß 6 Bögen bei einer Länge von 120 Metern und einer Höhe von 20 Metern. Nach der Zerstörung im Zweiten Weltkrieg wurde die Brücke 1947 als Notbrücke wieder aufgebaut. Nach der Reaktivierung der Strecke für die Saarbahn wurde das Viadukt wieder mit 6 Bögen versehen, darunter ein originaler Sandsteinbogen.                                         |      |

## Heusweiler
| Lage                                             | Bezeichnung                                                  | Beschreibung | Bild |
| ------------------------------------------------ | ------------------------------------------------------------ | --- | --- |
| Am Binzelberg/Bietschieder Straße Lage           | Ensemble Ortskern Bietschied                                 | Denkmalgeschützt ist der Ortskern von Bietschied mit dem Bietschieder Schloss sowie mehreren barocken Wohnstallhäusern aus dem 18. Jahrhundert und der Gutshof Wahlster mit Stallscheune und Brennhaus. | Denkmalgeschützt ist der Ortskern von Bietschied mit dem Bietschieder Schloss sowie mehreren barocken Wohnstallhäusern aus dem 18. Jahrhundert und der Gutshof Wahlster mit Stallscheune und Brennhaus. |
| Am Binzelberg/Bietschieder Straße Lage           | Ensemble Ortskern Bietschied                                 | Am Binzelberg 2, Bauernhaus, 1790, Keller von 1620 (Einzeldenkmal) | |
| Am Binzelberg/Bietschieder Straße Lage           | Ensemble Ortskern Bietschied                                 | Am Binzelberg 4, Bauernhaus mit Gewölbekeller, Brunnen, 4. Viertel 18. Jh. / um 1800 (Ensemblebestandteil) | |
| Am Binzelberg/Bietschieder Straße Lage           | Ensemble Ortskern Bietschied                                 | Am Binzelberg 6, Wohnhaus mit Gewölbekeller, 1773 (Einzeldenkmal) | |
| Am Binzelberg/Bietschieder Straße Lage           | Ensemble Ortskern Bietschied                                 | Bietschieder Straße 12, Stallscheuer, 1850–1860 (Ensemblebestandteil) | |
| Am Binzelberg/Bietschieder Straße Lage           | Ensemble Ortskern Bietschied                                 | Bietschieder Straße 12, Stallscheuer des sog. Bietschieder Schlösschens mit Toreinfassungen, 2. Viertel 19. Jh. (Ensemblebestandteil) | |
| Am Binzelberg/Bietschieder Straße Lage           | Ensemble Ortskern Bietschied                                 | Bietschieder Straße 12, Brennhaus des sog. Bietschieder Schlösschens mit Brennhaus-Keller, 1848, 1938 Umbau zum Wohnhaus (Ensemblebestandteil) | |
| Am Binzelberg/Bietschieder Straße Lage           | Ensemble Ortskern Bietschied                                 | Bietschieder Straße 14, sog. Schloss Bietschied, Herrenhaus des Hofgutes mit reicher Innenausstattung und Stuckaturen aus der Fabrik Joseph Beunat (Saarburg/Lothringen), Portal von 1771, baumbestandenes Hanggelände, Terrassengarten, Umgrenzungsmauern, um 1810, Erweiterung 1930–1940 (Einzeldenkmal) | |
| Am Binzelberg/Bietschieder Straße Lage           | Ensemble Ortskern Bietschied                                 | Bietschieder Straße 19, Bauernhaus mit Göpelanbau, 1804, Portal 1739 (Ensemblebestandteil) | |
| Am Bahnhof Lage                                  | Bahnhofsempfangsgebäude des Bahnhofs Heusweiler              | Das ehemalige Bahnhofsgebäude wurde 1910/11 als eingeschossiger Putzbau mit Sandsteingliederungen erbaut. Auffällig ist das steile asymmetrische Zwerchhaus, das auf der einen Seite von einem Sattel- auf der anderen Seite von einem Krüppelwalmdach flankiert wird. Der ehemalige Güterschuppen wurde 1999 abgerissen. | |
| Außerhalb der Ortslage Lage                      | Hirteler Kreuz                                               | Das Hirteler Kreuz ist ein Wegekreuz aus dem 18. Jahrhundert. | |
| Berschweiler Straße 1 Lage                       | WH 333, Westwallbefestigung                                  | Der kleine Bunker wurde als Mannschaftsunterstand mit angehängtem Kampfstand 1938 erbaut. | |
| Berschweiler Straße 35 Lage                      | Bauernhaus                                                   | Das zweigeschossige Bauernhaus mit Satteldach wurde 1790 erbaut. | |
| Berschweiler Straße 58 Lage                      | Ölmühle Berschweiler mit Mühlenausstattung und Gewölbekeller | Die Ölmühle wurde in den Jahren 1767 bis 1779 erbaut. Angetrieben wurde das Mühlrad vom Wahlschieder Bach. Nach 1939 kam die Mühle nicht mehr zum Einsatz. Die weitgehend hölzerne Mühlentechnik der Mühle mit Kollergang, Quetschboden, Läufersteinen und Pressbaum ist in ihrem ursprünglichen Zustand erhalten. | |
| Hirteler Straße 14 Lage                          | Wegekreuz                                                    | Das Wegekreuz stammt aus dem Jahr 1808. | |
| Hirteler Straße 33 Lage                          | Bauernhaus                                                   | Das Haus wurde 1833 erbaut und erhielt 1914 einen Anbau mit Wirtsstube. | |
| Holzer Straße Lage                               | Schachtgerüst der Grube Dilsburg, 1977/78                    | Das Schachtgerüst der Grube Dilsburg wurde 1977/78 errichtet und ist das einzige erhaltene Fördergerüst in Turmbauweise im saarländischen Bergbau. | Schachtgerüst der Grube Dilsburg in Heusweiler |
| Kirchenpfad Lage                                 | Grabkapellen                                                 | Die beiden kleinen Grabkapellen im Stil des Historismus wurden 1900 und 1910 für die beiden Priester Antonius Eich und Johannes Orth erbaut. Sie stehen am Rande des Friedhofs in Heusweiler. | |
| Kirchstraße 2 Lage                               | Wohnhaus                                                     | Erbaut im 18. Jahrhundert | |
| Numborner Straße 4, Flur 1, Flurstück 122/6 Lage | WH-Nr. 339, Westwallbefestigung                              | Der Mannschaftsunterstand mit angehängtem Kampfstand entstand 1938. | |
| Saarbrücker Straße Lage                          | Kath. Kirche Mariae Heimsuchung mit Ausstattung              | Das Kirchengebäude wurde 1862/63 nach Plänen des Architekten Carl Friedrich Müller aus Saarlouis im Stil der Neugotik erbaut. 1898/99 erhielt die Kirche an einer Längsseite einen Glockenturm, den der Architekt Wilhelm Hector entwarf. Die spätbarocken Holzfiguren stammen ursprünglich aus der Kirche der Abtei Wadgassen. | |
| Saarbrücker Straße Lage                          | Ev. Pfarrkirche                                              | Die Kirche wurde im 14. Jahrhundert als Pfarrkirche erbaut. Bis heute erhalten geblieben ist aus dieser Zeit nur der Chorraum. 1651 wurde die Kirche zerstört. 1685 wurde die zerstörte Kirche restauriert und 1719 durch den Anbau eines barocken Kirchenschiffes erweitert. 1911 wurde das Kirchenschiff abgerissen und bis 1912 durch einen Neubau nach Plänen des Architekten Robert Rupp ersetzt. An den spätmittelalterlichen Chor wurde seitlich ein Turm und eine Sakristei angebaut. | |
| Saarbrücker Straße 5 Lage                        | Altes ev. Pfarrhaus                                          | Das alte Pfarrhaus wurde zwischen 1773 und 1775 von Friedrich Joachim Stengel im Auftrag des Stifts St. Arnual anstelle eines Vorgängerbaus von 1697 erbaut. Der zweigeschossige Bau mit fünf Achsen war ursprünglich die Oberförsterei der Grafen von Saarbrücken. | |
| Saarbrücker Straße 17 Lage                       | „Bergmannsapotheke“                                          | Das Wohnhaus mit Apotheke und Einrichtung wurde 1872 als spätklassizistischer Bau errichtet. Unter Denkmalschutz steht auch die Apothekeneinrichtung, die um 1830 in einer Wormser Apotheke eingebaut wurde und Anfang des 20. Jahrhunderts nach Heusweiler verkauft wurde. | |
| Zur Neumühle 1 Lage                              | Neumühle                                                     | Schon im 16. Jahrhundert stand hier eine Mühle, die im Dreißigjährigen Krieg zerstört wurde. 1717 erbaute Johannes Bickelmann an gleicher Stelle erneut eine Mahlmühle. 1865 erhielt die Mühle einen Anbau und wurde von Wasserantrieb auf Dampfantrieb und 1915 auf Stromantrieb umgestellt. 1964 wurde die Neumühle als letzte Köllertaler Mühle stillgestellt. Das Wirtschaftsgebäude mit Scheune und Stall auf gegenüberliegender Straßenseite stemmt von 1786.                           | |

## Holz
| Lage                       | Bezeichnung                     | Beschreibung | Bild |
| -------------------------- | ------------------------------- | --- | --- |
| Lage                       | Ensemble Schachtanlage Holz     | Die Schachtanlage Holz war eine Nebenanlage der Grube Göttelborn und war zur Erschließung des Westfeldes in den Jahren 1913 bis 1915 entstanden. Im Mittelpunkt steht der aus rotem Sandstein errichtete Gebäudekomplex des Zechenhauses, in dem sich Bad, Verlesesaal, Lampenstube, Kaffeeküche und ein Gezähemagazin befanden. Neben dem Fördermaschinenhaus ist auch das 21,5 m hohe Fördergerüst erhalten, das in den Jahren 1939/40 von der Kölner Firma Humboldt-Deutzmotoren AG als Vollwandkonstruktion errichtet wurde. | Die Schachtanlage Holz war eine Nebenanlage der Grube Göttelborn und war zur Erschließung des Westfeldes in den Jahren 1913 bis 1915 entstanden. Im Mittelpunkt steht der aus rotem Sandstein errichtete Gebäudekomplex des Zechenhauses, in dem sich Bad, Verlesesaal, Lampenstube, Kaffeeküche und ein Gezähemagazin befanden. Neben dem Fördermaschinenhaus ist auch das 21,5 m hohe Fördergerüst erhalten, das in den Jahren 1939/40 von der Kölner Firma Humboldt-Deutzmotoren AG als Vollwandkonstruktion errichtet wurde. |
| Lage                       | Ensemble Schachtanlage Holz     | Saarstraße, Fördermaschinenhaus, 1938–40 (Einzeldenkmal) | |
| Lage                       | Ensemble Schachtanlage Holz     | Saarstraße, Fördergerüst (Schachthalle teilweise abgebrochen), 1939/40 (Einzeldenkmal) | |
| Lage                       | Ensemble Schachtanlage Holz     | Saarstraße, Zechenhaus, 1912 (Einzeldenkmal) | |
| Alleestraße 20 Lage        | Ev. Kirche Holz                 | Die evangelische Kirche in Holz wurde 1899/1900 nach Plänen von Heinrich Güth errichtet. Die Saalkirche wurde Stil des Historismus gehalten, wobei Güth vor allem auf Formen der frühen Gotik zurückgriff. Das vierachsige Langhaus wird von einer in den Dachstuhl gezogenen Holzdecke bestimmt. Bei den letzten größeren Restaurierungs- und Umbaumaßnahmen im Jahr 1994 wurde versucht, Änderungen durch die Restaurierungsmaßnahmen der Jahre 1957 bis 1961 wieder rückgängig zu machen.                                     | |
| Am Hof 8 Lage              | Fürstlich-nassauisches Jagdhaus | Das Jagdhaus entstand um 1770. | |
| Heusweiler Straße 7–9 Lage | Kath. Kirche St. Josef          | Die Kirche wurde in den Jahren 1926/27 nach Plänen der Architekten Prior und Casel aus Trier errichtet. Zur Ausstattung gehört der Josefsaltar, der 1895 von dem Bildhauer Stefan Cohen aus Coburg geschaffen wurde. | |

## Kutzhof
| Lage                                                                                       | Bezeichnung               | Beschreibung | Bild |
| ------------------------------------------------------------------------------------------ | ------------------------- | --- | ---- |
| Am Hirsch 3 Lage                                                                           | Trafostation Numborn      | Die Trafostation mit Bügeltransformator stammt aus dem Jahr 1914.                                                              |      |
| Am Hirsch 4 Lage                                                                           | Bauernhaus                | Erbaut 1806 |      |
| Außerhalb der Ortslage an der Ostspitze des Schwarzenheller Waldes (Ortsteil Lummerschied) | Grenzstein, 1755          | Grenzstein aus dem Jahr 1755                                                                                                   |      |
| Burgstraße Lage                                                                            | Ruine der Burg Mühlenbach | Die Burg Mühlenbach war eine hölzerne Turmhügelburg aus dem 10. oder 11. Jahrhundert. Sie wurde im 14. Jahrhundert geschleift. |      |
| Köllertalstraße 16 Lage                                                                    | Bauernhaus                | Der Wirtschaftsteil des alten Bauernhauses stammt aus dem Jahr 1608, das Wohngebäude wurde 1737 erbaut.                        |      |

## Niedersalbach
| Lage                 | Bezeichnung              | Beschreibung | Bild                                                                                                |
| -------------------- | ------------------------ | --- | --------------------------------------------------------------------------------------------------- |
| Dornbuschstraße Lage | Ensemble Dornbuschstraße | Das Denkmalensemble Dornbuschstraße besteht aus vier Bauernhäusern aus dem 18. und 19. Jahrhundert.                 | Das Denkmalensemble Dornbuschstraße besteht aus vier Bauernhäusern aus dem 18. und 19. Jahrhundert. |
| Dornbuschstraße Lage | Ensemble Dornbuschstraße | Dornbuschstraße 1, Anwesen Herzhauser, Bauernhaus, 1780, 1809 Scheune, nach 1945 Erweiterung Gehöft (Einzeldenkmal) | |
| Dornbuschstraße Lage | Ensemble Dornbuschstraße | Dornbuschstraße 2, Bauernhaus, 1784 (Ensemblebestandteil)                                                           | |
| Dornbuschstraße Lage | Ensemble Dornbuschstraße | Dornbuschstraße 4, sog. Kläs-Peters-Haus, Bauernhaus, 1806, Erweiterung um 1850 (Einzeldenkmal)                     | |
| Dornbuschstraße Lage | Ensemble Dornbuschstraße | Dornbuschstraße 6/6a, sog. Kläs-Peters-Haus, Bauernhaus, 1806, um 1850 Erweiterung                                  | |

## Wahlschied
| Lage                   | Bezeichnung | Beschreibung | Bild |
| ---------------------- | ----------- | --- | ---- |
| Friedhofstraße 11 Lage | Schule      | Die Schule wurde um 1750 errichtet und nach 1844 um Scheune und Stall erweitert.                                         |      |
| Römerstraße Lage       | Ev. Kirche  | Die evangelische Kirche wurde 1901 bis 1903 von dem Saarbrücker Architekten Heinrich Güth im neuromanischen Stil erbaut. |      |